# Konstanz von Saucken-Julienfelde

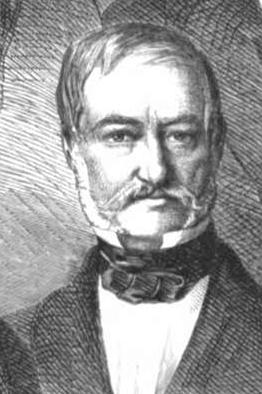
Konstanz von Saucken-Julienfelde (Hermann Scherenberg, 1862)

Konstanz von Saucken-Julienfelde (* 10. Juli 1826 in Tarputschen; † 15. April 1891 in Julienfelde, Kreis Darkehmen) war ein deutscher Gutsbesitzer und Reichstagsabgeordneter in Ostpreußen.

## Leben
Sein Vater war der Politiker August von Saucken-Julienfelde. Konstanz von Saucken studierte Rechtswissenschaft in Heidelberg und Königsberg. In Königsberg wurde er 1848 Mitglied des Corps Littuania. Er war bis 1857 im Staatsjustizdienst. 1859–1862, 1870–1882 und  1887/88 war er Mitglied des Preußischen Abgeordnetenhauses und 1874–1878 war er Mitglied des Deutschen Reichstages für den Reichstagswahlkreis Regierungsbezirk Gumbinnen 3 und die Fortschrittspartei.